# Éléonore Weber
Pour les articles homonymes, voir Weber.
Éléonore Weber, née le 3 juillet 1972, est une cinéaste et metteuse en scène française.

## Biographie

### Jeunesse et études
Éléonore Weber est née le 3 juillet 1972 dans une famille militante, ancrée à gauche. Elle passe son baccalauréat au lycée Montaigne, à Paris puis poursuit ses études en classes préparatoires littéraires. Elle étudie ensuite le droit et la philosophie politique à l'École des hautes études en sciences sociales (EHESS).
Elle devient assistante parlementaire de la sénatrice Danièle Pourtaud, poste dont elle démissionne rapidement afin de se consacrer à la création.

### Théâtre
En parallèle, elle commence à écrire pour le théâtre. Elle obtient une bourse et se lance pleinement dans l’écriture et la mise en scène, abandonnant la politique malgré les appels du Parti socialiste. Elle participe au projet Naissances, mené par Roland Fichet au sein du Théâtre de Folle Pensée avec Manège (2000-2001) et à la série de créations Pièces d’identités avec Décadrages (2003), toutes deux mises en scène par Annie Lucas.
En 2004, elle met en scène Je m’appelle Vanessa de Laurent Quinton, toujours pour la série Pièces d’identités à La Passerelle, scène nationale de Saint-Brieuc ; la pièce sera reprise au festival Mettre en scène au Théâtre national de Bretagne (TNB) en 2005.
Ses premières pièces, Tu supposes un coin d’herbe (reprise en 2006 au Théâtre de la Bastille) et Rendre une vie vivable n’a rien d’une question vaine (2007) sont respectivement créées au festival Mettre en scène (TNB) et au festival d'Avignon,,.
En 2008, elle s'associe avec Patricia Allio autour d'un manifeste intitulé Symptôme et proposition. Les deux artistes créent notamment Un inconvénient mineur sur l'échelle des valeurs et Primer Mundo à la Grande Halle de la Villette ainsi que Natural Beauty Museum au Centre Pompidou pour le Festival d'automne en 2014,.

### Cinéma
Éléonore Weber réalise un premier documentaire en 2002, Silence dans le fortin, sur le tournage en Algérie d’un film de fiction réalisé par Merzak Allouache.
En 2005, elle se lance dans la fiction en réalisant Temps morts, un court métrage de vingt minutes produit par le Groupe de recherches et d'essais cinématographiques (GREC) avec Sabrina Ouazani, Salim Kechiouche et Fatima Adoum. Le film est sélectionné dans de nombreux festivals et est présenté au Centre Georges Pompidou l'année suivante.
Elle bénéficie ensuite d'une résidence au Centre des écritures cinématographiques du Moulin d'Andé (CECI) en Normandie et réalise Les Hommes sans gravité en 2007, moyen métrage sensible sur une histoire d'amour entre deux hommes. Il est sélectionné, entre autres, au festival du film de Belfort - Entrevues, au festival Hors Pistes du Centre Georges-Pompidou, à IndieLisboa, au festival du cinéma de Brive et au festival de Clermont-Ferrand,.
En 2012, elle réalise au Mexique Night Replay pour la Lucarne sur Arte. Le film repose sur la reconstitution de la Caminata Nocturna, jeu de rôle grandeur nature organisé par des migrants du village d'Alberto, mettant en scène le passage illégal de la frontière américaine et où ils jouent les rôles des policiers, des passeurs et des narcotrafiquants,,.
Son premier long métrage documentaire sorti en salle, Il n'y aura plus de nuit, avec la voix de Nathalie Richard, est primé au festival Cinéma du réel puis dans de nombreux autres, en France et à l'étranger. Il sort le 16 juin 2021, accompagné d'un très bon accueil critique,,. Il est nommé au Prix Louis Delluc 2021 du meilleur premier film, et reçoit le Prix du Film Singulier francophone 2021, délivré par le Syndicat Français de la Critique de Cinéma.
Elle est membre du conseil d'administration de la SRF depuis septembre 2021. Elle fait partie du jury de la Caméra d'or, lors du 75e Festival de Cannes en 2022.

## Filmographie
Sauf indication contraire, les informations mentionnées dans cette section peuvent être confirmées par les bases de données cinématographiques IMDb et Allociné,  présentes dans la section « Liens externes ».

### Documentaires
- 2002 : Silence dans le fortin[21] (moyen métrage)
- 2012 : Night Replay[14]
- 2020 : Il n'y aura plus de nuit[22]

### Fictions
- 2005 : Temps morts (court métrage)
- 2007 : Les Hommes sans gravité (court métrage)

## Pièces de théâtre
2005 Tu supposes un coin d'herbe Festival Mettre en Scène, Théâtre de la Bastille
2007 Rendre une vie vivable n'a rien d'une question vaine Festival d'Avignon
2008 Un inconvénient mineur sur l'échelle des valeurs Grande Halle de la Villette
2011 Primer Mundo Grande Halle de la Villette
2014 Natural Beauty Museum Festival d'Automne Centre Pompidou